# Caligo epimetheus
Caligo epimetheus är en fjärilsart som beskrevs av Felder 1866. Caligo epimetheus ingår i släktet Caligo och familjen praktfjärilar. Inga underarter finns listade i Catalogue of Life.